# 郭瑞
郭瑞（1432年—？），字鳳禎，江西吉安府吉水縣人，明朝政治人物。進士出身。

## 生平
天順三年（1459年）舉己卯科江西鄉試第四十八名。天順八年（1464年）甲申科進士。成化二年（1466年），试监察御史。

## 家族
曾祖父郭濟亨。祖父郭文貫。父亲郭詢贊。